# شکل سیاره زمین
شکل زمین، اندازه و شکل زمین در زمین‌سنجی است. معنای خاص آن بستگی به روش مورد استفاده و دقت تعریف اندازه و شکل زمین دارد. در حالی که کره، تقریب نزدیک به واقعیتی از زمین است و برای مقاصد بسیاری رضایت بخش است، زمین شناسان مدل‌های متعددی را ساخته‌اند که تقریب نزدیک تری برای شکل زمین هستند، بنابراین این سیستم‌های مختصات می‌توانند نیازهای دقیق ناوبری، نقشه‌برداری، کاداستر، استفاده از زمین و نگرانی‌های مختلف دیگر رفع کنند.

## مدلها
مدل‌های شکل کره زمین بسته به روش مورد استفاده، پیچیدگی و دقت برای نمایش اندازه و شکل زمین متغیر است.

## کره
ساده‌ترین شکل برای شکل کل زمین یک کره است. شعاع زمین فاصله ای است از مرکز زمین تا سطح آن، حدود ۶۳۷۱ کیلومتر (۳٬۹۵۹ مایل). در حالی که «شعاع» به‌طور معمول یک مشخصه از کره‌های کامل است و زمین تنها یک سوم از یک کره کامل است، ولی به‌طور تقریبی در بسیاری از زمینه‌ها به آن «شعاع زمین» می‌گویند.

## بیضوی دورانی
از آنجایی که زمین در قطب‌ها پخ شده و در استوا برآمده است، زمین‌سنجی، یک کره پخ از شکل زمین ارائه می‌دهد. کره پخ یا بیضوی پخ (گوی‌وار)، یک بیضوی دورانی است که از چرخش بیضی در محور کوتاه‌تر به دست می‌آید. این شکل منظم هندسی است که تقریباً نزدیک به شکل زمین است. یک بیضوی که شکل چهره زمین یا سایر اجرام آسمانی را توصیف می‌کند، یک بیضوی مرجع نامیده می‌شود. به بیضوی مرجع برای زمین «بیضوی زمین» گفته می‌شود.
بیضوی دورانی توسط دو مقدار تعریف شده‌است. چندین کنوانسیون برای بیان دو مقدار در زمین‌سنجی استفاده می‌شود، اما همه آنها معادل و قابل تبدیل با یکدیگر هستند:
- a شعاع استوایی یا نیم قطر اطول b شعاع قطبی و نیم قط اصغر
- a و خروج از مرکز
- a و ضریب فشردگی